# Patra (zangeres)
Patra, pseudoniem van Dorothy Smith (Westmoreland, 22 januari 1972) is een Jamaicaans reggae zangeres. Ze stond aanvankelijk ook bekend als "Lady Patra".

## Biografie
Ze groeide op in Kingston, Jamaica. Haar moeder voedde haar en haar 4 broers op, haar vader overleed toen ze 3 jaar oud was. Ze zong eerst in een kerkkoor en later begon ze ook met dj-en. Op haar vijftiende besloot ze te proberen van muziek haar leven te maken. Haar carrière begon in 1989 toen ze als 16-jarige een contract tekende bij Sony Music Entertainment. Ze was voor het eerst te horen als rapper op de plaat "Body Slam" van Richie Stevens uit 1993 en in een duet met de Jamaicaanse "Mad Cobra" (echte naam: Ewart Everton Brown) op "Really Do It". Deze laatste samenwerking leidde zelfs tot een succesvolle tournee van deze twee reggae-artiesten.
Ze kwam voor het eerst in de hitlijsten terecht als zangeres (samen met Terri & Monica (Terri Robinson & Monica Payne)) bij Shabba Ranks (echte naam: Rexton Rawlston Fernando Gordon) met het nummer "Family Affair" in 1993 (van de Addams Family Values soundtrack). Dit werd een bescheiden hit in 1994. In datzelfde jaar bracht ze een eigen single uit "Worker Man". Dit werd een hit. Haar tweede single "Romantic Call" werd een bescheiden hit. Haar eerste album uit 1993 Queen of The Pack, met haar derde hit "Think (About It)" (geschreven door James Brown, met Lyn Collins† (echte naam: Gloria Lavern Collins), die de plaat eerder in 1972 had uitgebracht) werd een succes. Haar tweede album uit 1995, Scent of Attraction deed het iets minder, maar ze had nog veel succes met een cover van "Pull Up to the Bumper" (oorspronkelijk van Grace Jones uit 1981). Haar plaat Worker Man werd in 1996 gesampled door de Britse bigbeat-groep Monkey Mafia in het nummer Work Mi Body. Daarna heeft ze lange tijd niet in de publieke belangstelling gestaan. Pas in 2003 bracht ze een derde album uit, The Great Escape (ook bekend onder de titel Loving Is Crazy), welke geen groot succes werd. In 2004 werkt ze mee aan het project Two Culture Clash, waarop danceproducers en reggaeartiesten samenwerken. Ze maakt daarvoor het nummer How Do You Love? met Jon Carter. In 2005 probeerde ze het nogmaals met het album Where I've Been, maar deze is zeldzaam en lastig verkrijgbaar. Op 28 november 2008 vermeldde een artikel in "The Jamaica Observer" dat ze bezig was met een nieuw album, die "The Continuation" of "Changes" moet gaan heten.
Op 26 december 2008 probeerde ze nog een comeback te maken en trad ze op in de beroemde Jamaicaanse Reggae show The Sting, zonder erg veel succes.

## Discografie

### Albums
- Queen of the Pack (1993)
- Scent of Attraction (1995)
- The Great Escape (2003)
- Where I've Been (2005)

- Bibliothèque nationale de France: cb13980038g (data)
- Gemeinsame Normdatei: 134847423
- International Standard Name Identifier: 0000 0000 6655 0997
- Library of Congress Control Number: no96053758
- MusicBrainz: a84c18f2-65a8-4961-afa4-5d834d64f5ec
- Virtual International Authority File: 204993
- WorldCat: E39PCjxcgv7MrPmjGqKtk6XBMX